# Nomada baccata
Nomada baccata ist eine Biene aus der Familie der Apidae.

## Merkmale
Die Bienen haben eine Körperlänge von 7 bis 8 Millimetern (Weibchen) bzw. 6 bis 8 Millimetern (Männchen). Der Kopf und der Thorax der Weibchen sind schwarz und haben eine rote Zeichnung. Die Tergite sind überwiegend rot mit weißgelben Flecken. An der Basis und am Hinterrand sind die Tergite schwärzlich. Das Labrum ist rot mit einem kleinen Zähnchen in der Mitte. Das dritte Fühlerglied ist genauso lang wie das vierte. Das Schildchen (Scutellum) ist rot. Die Schienen (Tibien) der Hinterbeine sind am Ende mit einem Zahn versehen und tragen sehr lange, dunkle, gekrümmte Dornen. Die Männchen haben einen schwarzen Kopf und Thorax mit weißgelber Zeichnung. Ihr drittes Fühlerglied ist sehr kurz.

## Vorkommen und Lebensweise
Die Art ist in weiten Teilen Europas verbreitet. Die Tiere fliegen von Ende Juli bis Mitte August, in Deutschland bis Ende September. Die Art parasitiert Andrena argentata. 

## Belege
- Felix Amiet, M. Herrmann, A. Müller, R. Neumeyer: Fauna Helvetica 20: Apidae 5. Centre Suisse de Cartographie de la Faune, 2007, ISBN 978-2-88414-032-4.

## Weblink
- Nomada baccata in der Roten Liste gefährdeter Arten der IUCN 2013.2. Eingestellt von: Smit, J., 2013. Abgerufen am 22. Februar  2014.